# Carrozza ristorante

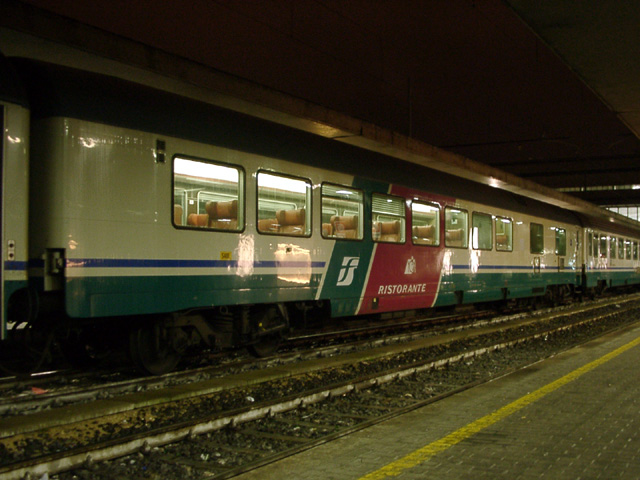
Carrozza ristorante di Trenitalia, in origine utilizzata per i servizi TEE.

Si definisce carrozza ristorante una tipologia di carrozza ferroviaria, il cui allestimento interno è concepito per funzionare da luogo di ristorazione per i passeggeri. Numerose amministrazioni ferroviarie dispongono oggi di carrozze ristorante, diversificate a seconda del tipo di servizio svolto e della clientela interessata.

## Storia

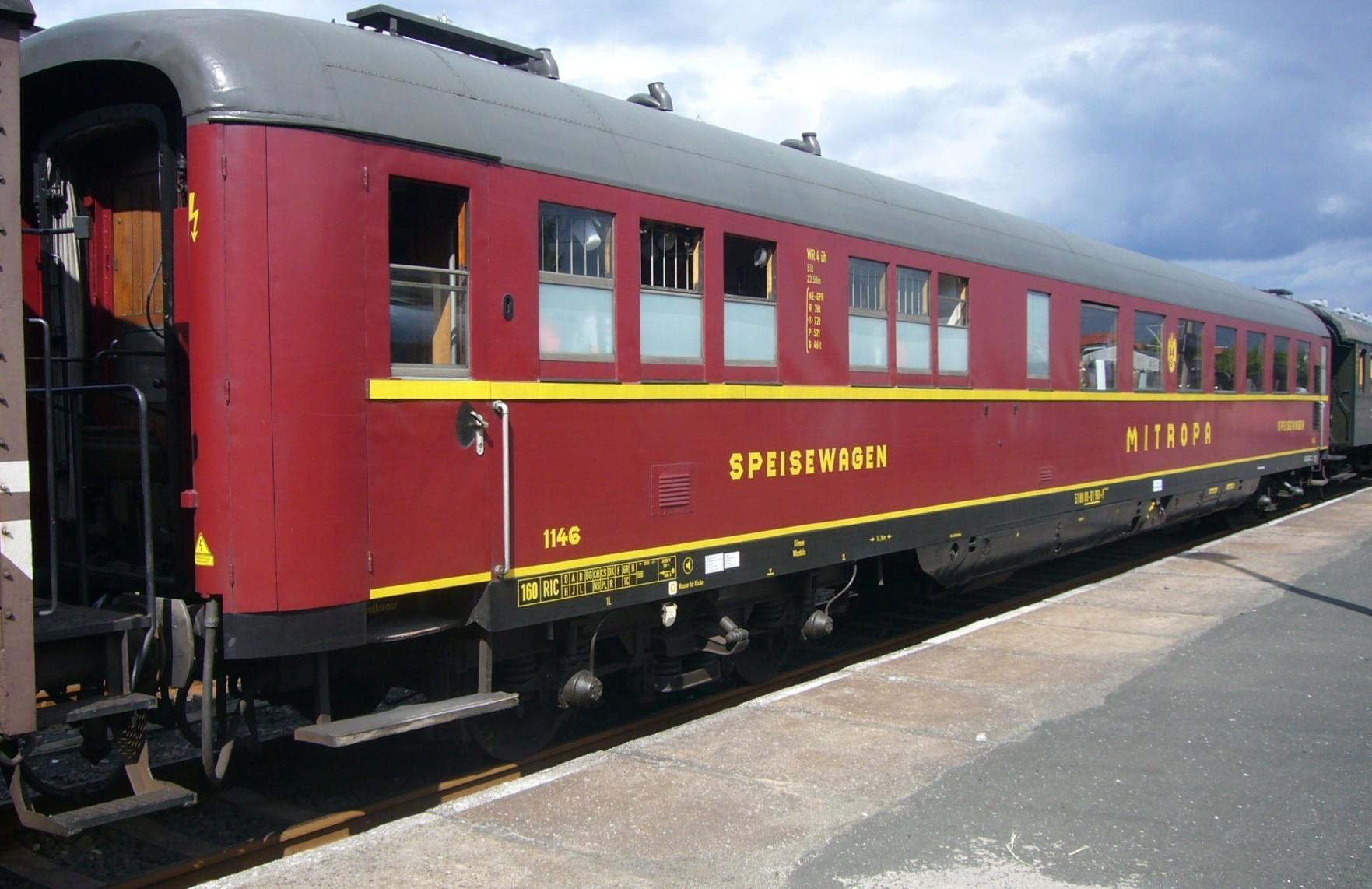
Carrozza ristorante della Mitropa appartenente alla famiglia degli Schürzenwagen (messa in servizio dalla Deutsche Reichsbahn a partire dalla seconda metà degli anni trenta).

Se agli albori della ferrovia i viaggi erano ancora troppo brevi, ben presto, con l'allungarsi delle linee ferroviarie e delle percorrenze coperte si pose il problema di come organizzare ed offrire un servizio di ristorante, a bordo del treno, per i passeggeri delle categorie più abbienti in viaggio per diletto o per affari.
Le più importanti compagnie ferroviarie progettarono e fecero realizzare appositi veicoli destinati allo scopo; vennero attrezzate delle carrozze con cucine e dispense e create sale con tavoli e poltrone, spesso arredate lussuosamente, dove i clienti facoltosi venivano serviti da personale qualificato. Alcune compagnie si specializzarono proprio per la gestione dei treni di lusso nei quali non mancavano mai veicoli come questi; tra questi vi furono la CIWL (sigla che indicava la Compagnia Internazionale dei Vagoni Letto e dei Grandi Espressi Internazionali) e la Mitropa che era la sua omologa per le linee ferroviarie dell'Europa centrale (a partire dal 1949 quest'ultima si sarebbe concentrata sui mercati della Repubblica Democratica Tedesca e del Blocco orientale).
Anche le ferrovie secondarie non restarono insensibili all'esigenza di offrire un servizio di ristorazione a bordo dei propri treni; la ferrovia Montreux-Oberland Bernese fu tra le prime ad agire in questo senso con l'acquisizione, nel 1906, di tre vetture ristorante di costruzione Ringhoffer (una delle quali fu esposta, nello stesso anno, all'Esposizione internazionale di Milano). Le tre carrozze ristorante di costruzione Schlieren messe in servizio sulla Ferrovia retica nel 1929 e gestite dalla Mitropa furono le prime del continente europeo ad essere munite di una cucina elettrica (mentre le coeva vettura ristorante in servizio sulla ferrovia del Bernina non era dotata di cucina in quanto quest'ultima, alimentata a carbone, si trovava su un altro veicolo che, per evitare complicazioni a carattere doganale, non usciva dal territorio svizzero).

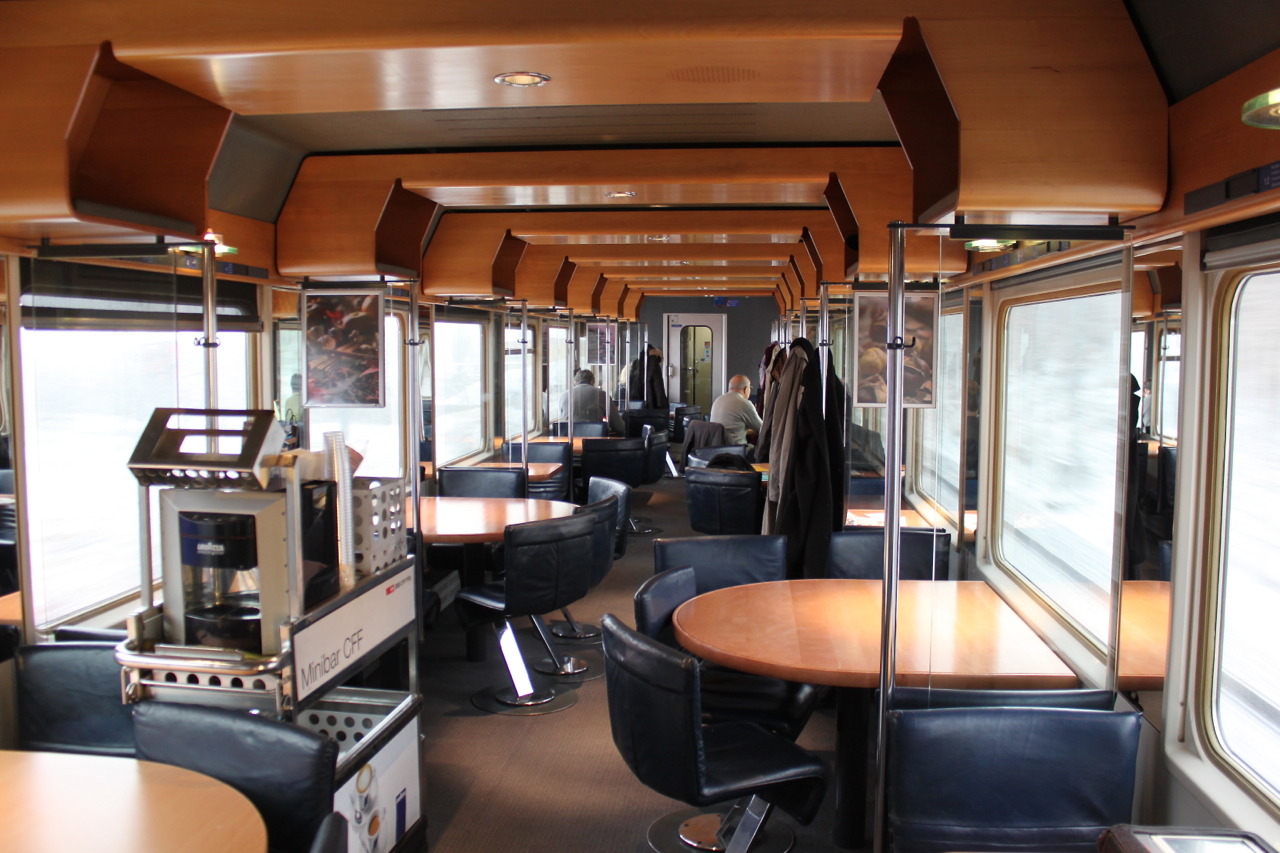
Interni (allo stato d'origine) di una carrozza ristorante tipo CU IV delle Ferrovie federali svizzere.

Nel secondo Dopoguerra alcune amministrazioni cominciarono a ipotizzare soluzioni alternative per la ristorazione a bordo dei loro treni; le Ferrovie federali svizzere (FFS), per esempio, misero in servizio, a partire dal 1975, vetture ristorante self-service, le quali avrebbero dovuto permettere un'ottimizzazione dell'impiego del personale nonché di meglio reagire alle mutate abitudini alimentari della clientela, la quale sembrava tendere verso pasti più semplici e leggeri. Tali vetture non riscossero tuttavia il successo sperato tra l'utenza, ragione per la quale con il cambiamento d'orario del 1987 vennero ritirate dal servizio e ulteriormente trasformate a partire dal 1989. Abbandonata questa soluzione di compromesso, le FFS elaborarono, unitamente alla Società svizzera delle carrozze ristorante, un nuovo concetto di sussistenza a bordo dei treni. Esso prevedeva pasti preparati presso cucine centralizzate a terra (e non più direttamente in vettura) per poi essere rigenerati a bordo per mezzo di uno steamer; ciò permetteva inoltre di ampliare l'offerta à la carte, non più subordinata al menu del giorno. Il personale a bordo delle vetture poteva inoltre essere impiegato indifferentemente nella "preparazione" delle pietanze o nel servizio ai tavoli. Il nuovo concetto d'esercizio venne messo in pratica a partire dal 1988 con l'entrata in servizio delle vetture ristorante tipo CU IV di serie. Un'altra via che si tentò di percorrere nella Confederazione fu quella di allestire vetture tematiche; da una parte delle ormai ex-vetture self-service vennero ricavate delle carrozze «Calanda Land» ("Paese Calanda", dal nome di una marca di birra) e «Chäs-Express» ("espresso del formaggio") (queste ultime riscossero un notevole successo di pubblico). Nella speranza di non dover più finanziare il deficit delle carrozze ristorante in servizio nei treni diretti al di fuori delle principali trasversali, con il cambiamento d'orario del 31 maggio 1992 vennero inoltre messe in servizio due vetture ristorante "McDonald's" con le quali si sperava di intercettare una clientela giovane a bordo di treni dalle numerose fermate e brevi tempi di viaggio. Un'ulteriore sperimentazione eseguita dalle FFS fu la messa in servizio, nell'ambito di un progetto pilota condotto a partire dal 2013, di due carrozze ristorante "Starbucks".
Un'analoga tendenza in direzione del catering in sostituzione della cucina espressa si registrò anche sui treni delle Ferrovie dello Stato Italiane: a partire dall'aprile 2015 anche la pastasciutta, fino a quel momento cucinata a bordo, venne sostituita da cibi precotti.

## Situazione odierna
Le carrozze ristorante fanno tutt'oggi parte della composizione dei treni di categoria elevata a lunga percorrenza che, viaggiando numerose ore tra cui quelle di punta, tra i servizi offrono quello della ristorazione. Anche piccole reti ferroviarie, ma con elevato traffico turistico, come la svizzera Ferrovia Retica, pongono in composizione ai propri treni espressi delle moderne carrozze ristorante.
Apposite carrozze ristorante erano allestite anche sulle rimorchiate facenti parte dei convogli di elettromotrici ALe 601 in servizio sui treni rapidi di prestigio come il Peloritano o il Marco Polo e sui prestigiosi ETR 200 ed ETR 300 Settebello. La maggior parte dei moderni treni ad Alta velocità ne è fornita nelle varie versioni.
Nel caso dei convogli bloccati o composti da materiale specializzato la posizione nella composizione del convoglio è fissa; nell'italiano ETR 500 "Frecciarossa", ad esempio, la stessa era individuata come carrozza numero 5 a fare contemporaneamente da divisorio tra la 1ª e la 2ª Classe. In questo treno la carrozza era composta di una parte arredata come un classico ristorante da 30 coperti, una parte con la cucina e la dispensa, una parte con bancone da bar e alcuni tavolini per la ristorazione in piedi. Con la conversione dei convogli Frecciarossa dall'allestimento a due classi a quello a quattro livelli di servizio (Standard, Premium, Business, Executive) la sezione ristorante della carrozza nº5 è stata trasformata in posti a sedere di tipo Business pertanto resta attiva solo la sezione bar e piccola ristorazione in piedi.

## Tipologie di carrozza ristorante
Esistono differenti tipologie di carrozze ristorante, che assumono denominazioni diverse a seconda della qualità del servizio o dell'amministrazione esercente. Alcune delle categorie sono:
- ristorante (con servizio al tavolo)
- self service
- degustazione (specializzata per particolari piatti)